# Traminda rhodea
Traminda rhodea là một loài bướm đêm trong họ Geometridae.